# Epidendrum fulgens
Epidendrum fulgens är en orkidéart som beskrevs av Adolphe-Théodore Brongniart. Epidendrum fulgens ingår i släktet Epidendrum och familjen orkidéer. Inga underarter finns listade i Catalogue of Life.

## Bildgalleri

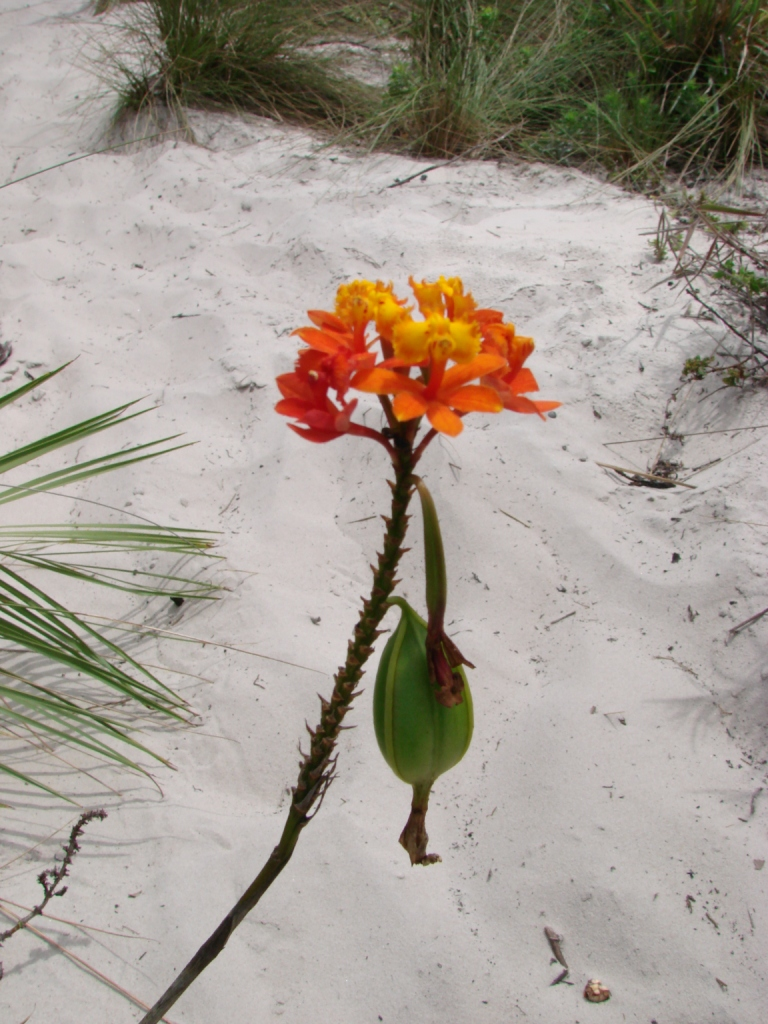
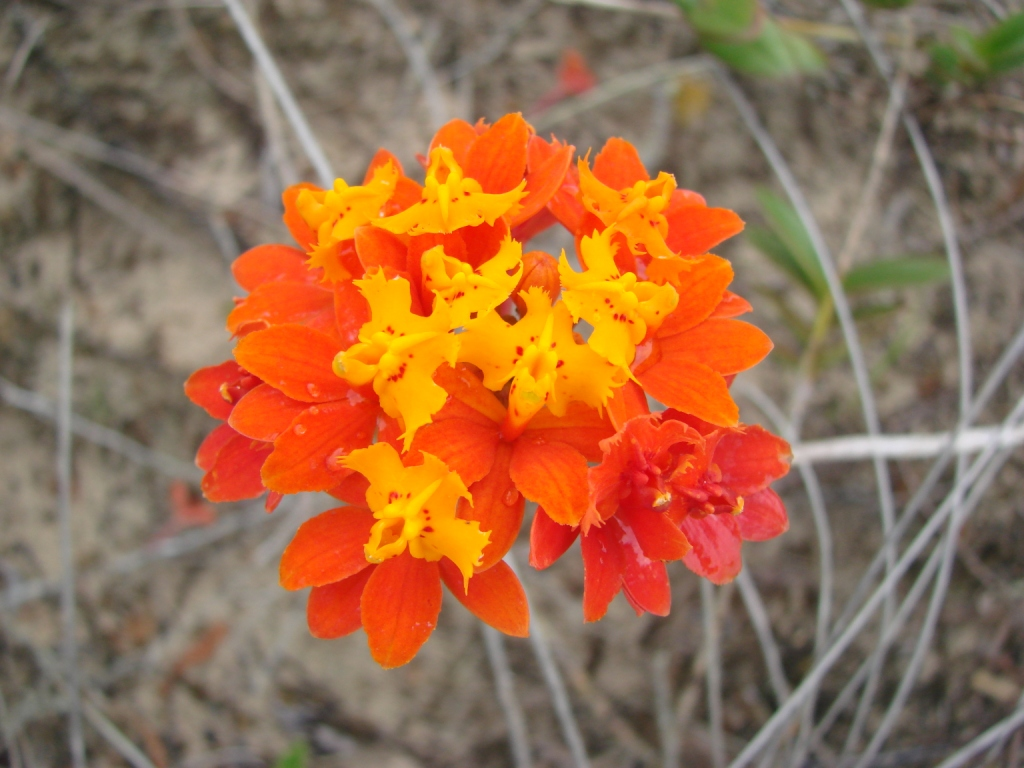
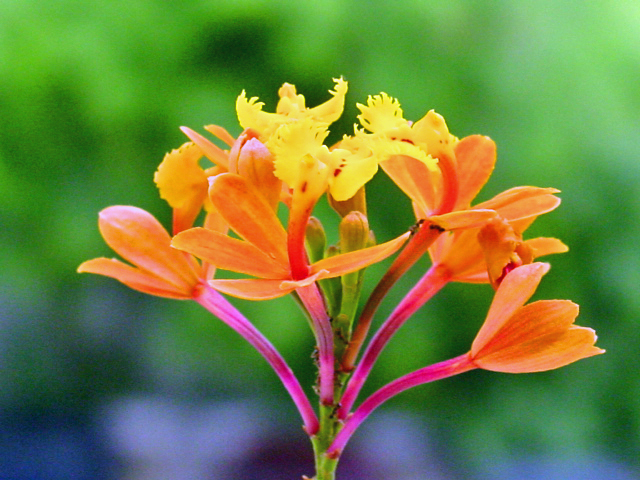